# 13. Waffen-Gebirgs-Division der SS "Handschar"
La 13. Waffen-Gebirgs-Division der SS "Handschar" (kroatische Nr. 1) fu costituita il 10 febbraio 1943 prevalentemente con musulmani provenienti dalla Bosnia, in misura minore, da territori di lingua albanese e dalla Palestina. L'appellativo "Handschar" (Handžar in Bosniaco) deriva dalla scimitarra, la tipica spada turca, che è raffigurata come simbolo della divisione.
Fin dall'autunno del 1942 Heinrich Himmler e Gottlob Berger avevano studiato la possibilità di arruolare musulmani, provenienti dai Balcani. Dopo l'approvazione di Hitler, l'SS-Obergruppenführer Artur Phleps e Amin al-Husayni, capo spirituale dei musulmani di Bosnia, iniziarono l'opera di reclutamento.
All'inizio del 1943 erano stati reclutati 21 065 uomini, prevalentemente musulmani, e caso particolare, la divisione aveva reclutato per ogni battaglione un Imam e per ogni reggimento un mullā; oltre a ciò altra particolarità di questa divisione, era il caratteristico fez verde. Dopo un periodo di addestramento a partire dal febbraio 1944, la divisione, insieme con le altre divisioni SS "Kama" e "Skanderbeg", venne impegnata in diverse operazioni contro i partigiani comunisti di Tito.
In questo periodo gli uomini della divisione si resero protagonisti di decine di episodi di crudeltà contro i civili; questo spiega anche perché, con il procedere dell'avanzata sovietica verso i Balcani, decine di soldati iniziarono a disertare, non per unirsi alle nuove forze vincitrici, ma per proteggere la loro casa e le loro famiglie dalla vendetta delle vittime. La divisione si era infatti guadagnata una terribile reputazione per le atrocità commesse contro civili serbi ed ebrei; le sue rappresaglie in Bosnia settentrionale ed orientale portarono alla morte di migliaia di civili ebrei e serbi nell'estate del 1944. Nel novembre del 1944 la divisione era ormai allo sbando, anche se un piccolo numero di unità continuarono a combattere fino all'8 maggio 1945 quando si arresero in Austria alle truppe inglesi. Col Processo di Norimberga le Waffen-SS furono dichiarate un'organizzazione criminale. Trentotto membri della divisione furono estradati in Jugoslavia, processati per l'omicidio di almeno 5000 persone e dichiarati colpevoli. 

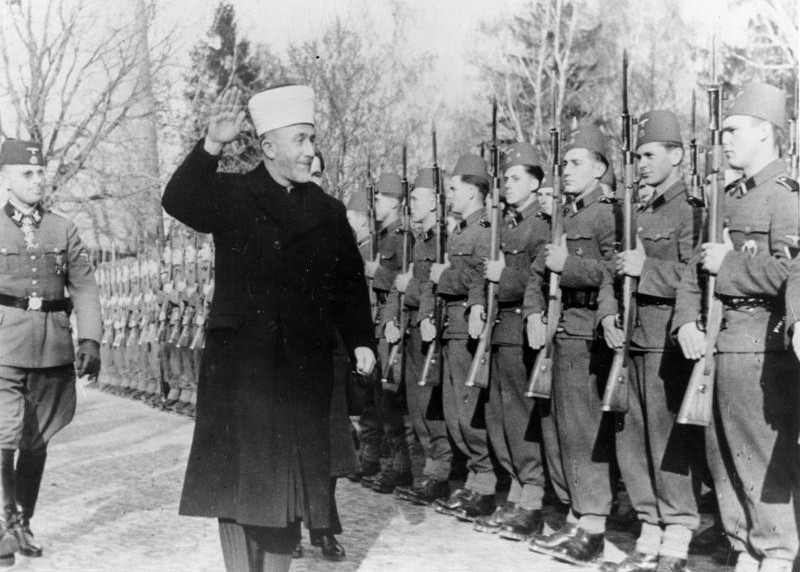
Il Gran Muftì Amin al-Husayni, (al centro) e il comandante 13. Waffen-Gebirgs-Division der SS Handschar, SS Karl-Gustav Sauberzweig (a sinistra) passano in rassegna i volontari (novembre 1943)

## Reclutamento

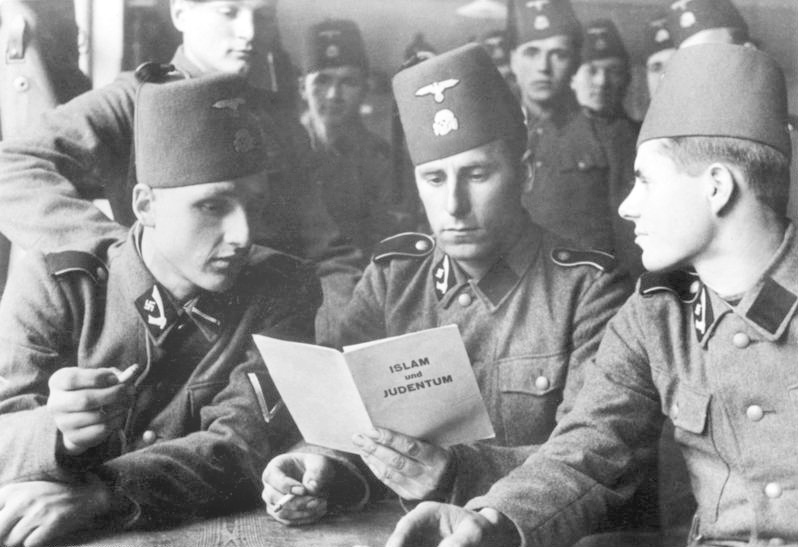
Durante la lettura di un opuscolo intitolato "Islam e Ebraismo" estate 1943

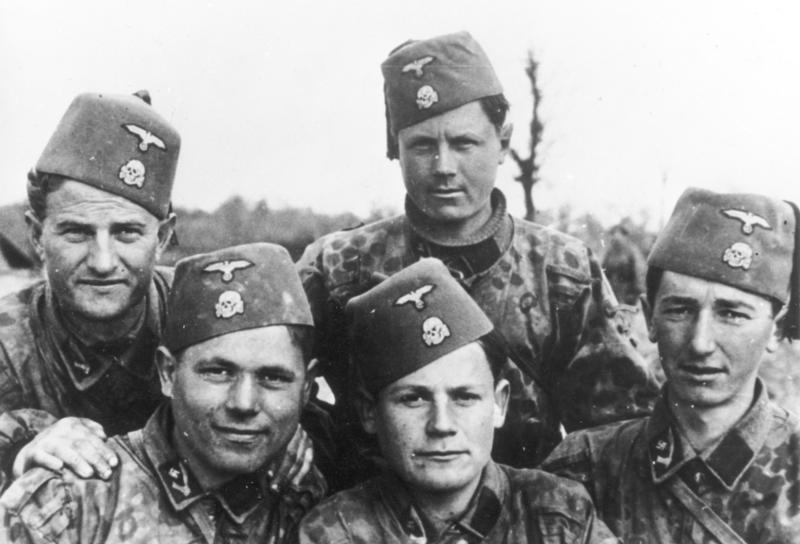
1943/1944

A partire dalla fine del 1942, il Reichsführer SS Heinrich Himmler, di concerto con il Gran Mufti di Gerusalemme, Amin al-Husayni, propone ad Hitler la formazione di una divisione SS bosniaca musulmana.
Hitler accorda il permesso di procedere alla formazione di questa unità Waffen SS il 10 febbraio 1943. Il successivo giorno 13 febbraio 1943 Himmler incarica il Gruppenführer SS Artur Phleps, sino ad allora comandante della 7. SS-Gebirgs-Division Prinz Eugen, di procedere al reclutamento della nuova divisione. Malgrado una certa resistenza opposta dalle autorità croate (la Croazia in quell'epoca includeva l'intero territorio bosniaco), Phleps ottiene la loro autorizzazione a procedere nell'operazione a condizione che gli effettivi siano membri degli Ustascia di Ante Pavelić e che la nuova divisione sia denominata «SS-Ustasha Division Kroatien» o «SS Division Bosnia-Hercegovina». La campagna di reclutamento viene quindi avviata nel cuore della Bosnia facendo capo alle reti islamiste JMO e JMM, le due maggiori componenti politiche musulmane bosniache.
Sin dall'inizio questa nuova unità di montagna assume i propri simboli distintivi: una scimitarra con croce uncinata (in luogo delle "S" runiche) e il caratteristico fez. Nel mese d'aprile 1944 il Gran Mufti si reca personalmente in Bosnia per incitate i giovani musulmani balcanici ad arruolarsi nelle Waffen SS. Si presentano volontari in circa 10 000, ma il reclutamento non procede per via dell'opposizione di Ante Pavelić, che accusa i tedeschi di sottrargli le reclute delle quali ha bisogno per la sua armata e, soprattutto, teme che - per le sue peculiari caratteristiche di reclutamento regionale e confessionale - la nuova unità possa di fatto rilanciare l'autonomismo bosniaco e finire per far scivolare la Bosnia fuori dal controllo di Zagabria, mettendo in gioco la stessa unità della Croazia.
Infine, le unità musulmane dell'armata Ustasha vengono trasferite nei ranghi della nuova unità SS, mentre a Sarajevo, i "Giovani musulmani" (Mladi Muslimani) del futuro presidente della Bosnia ed Erzegovina indipendente Alija Izetbegović assicurano l'afflusso di nuovi volontari aprendo un attivo ufficio di reclutamento (Erzatzkommando der Waffen-SS), come attestato dagli archivi del SS-Führungs-Haupt-Amt di Gottlob Berger a Berlino.
L'organizzazione della nuova divisione è affidata allo Standartenführer SS Herbert von Obwurzer. L'inquadramento avrebbe dovuto essere assicurato da ufficiali bosniaci ma, vista la scarsità di quelli disponibili, fu espletato da elementi "Volksdeutsche" jugoslavi (cittadini dell'ex Regno di Jugoslavia di origine tedesca) della divisione «Prinz Eugen» ai quali sono aggiunti ufficiali bosniaco-musulmani formati presso le scuole SS di Sennheim (Cernay) e di Bad Tölz in Baviera.
Per via della mancanza di tatto mostrata verso i propri volontari, von Obwurzer viene sollevato dal comando e sostituito dall'Oberführer SS Sauberzweig il 1º agosto 1944.
Nel frattempo il rappresentante di Himmler in Croazia, il Gruppenführer SS e Generaleutnant di Polizia Konstantin Kammerhofer, viene incaricato di prendere personalmente in mano il reclutamento della Divisione e di reclutare i 26 000 uomini necessari entro un mese. All'uopo Kammerhofer riceve una dotazione di oltre due milioni di Reichsmark e finalmente riesce a rimuovere gli ostacoli sino ad allora frapposti da Pavelić, che dà il proprio benestare definitivo all'arruolamento di musulmani. Malgrado tutti gli sforzi, tuttavia, i volontari musulmani bosniaci sono insufficienti e si fa ricorso alla coscrizione, ristabilita a tale scopo dal governo croato, sebbene presso gli archivi tedeschi (BA/MA, RS 3-13) non risulti alcun arruolamento forzato.
Allo scopo di completare a tutti i costi i quadri della Divisione sono quindi arruolati numerosi albanesi gheghi (dunque provenienti dal nord dell'Albania e dal Kosovo) e persino 2 800 croati di religione cattolica. Tali afflussi non consentono comunque di superare il numero massimo di effettivi (21 065) raggiunto dall'unità a fine 1943. La composizione eterogenea che ne derivò non mancò di creare gravi tensioni nell'ambito della Divisione.

## Addestramento e costituzione finale dell'unità
Di fronte ai rischi di diserzione, di ostilità da parte delle popolazioni locali e, comunque, di creazione di tensioni a livello politico in Croazia, venne deciso che l'addestramento dell'unità avrebbe avuto luogo nella Francia occupata, nel Massiccio Centrale, regione che in qualche modo ricorda l'orografia accidentata del rilievo jugoslavo dove la divisione da montagna avrebbe dovuto operare. Il trasferimento degli uomini in Francia ebbe luogo durante il mese di luglio. Il comando fu costituito a Le Puy, il deposito divisionale a Mende.
Già durante tale periodo di addestramento emersero tensioni tra gli ufficiali Volksdeutsche della divisione e i volontari musulmani. Gli ufficiali, con evidente disprezzo, soprannominano "Mujos" i soldati musulmani e li sottopongono ad umiliazioni e vessazioni. Tale rude disciplina non sembra potersi adattare alle giovani reclute. Himmler, informato dei problemi, scrive una lettera a Phleps e Kammerhofer nella quale insiste sul fatto che ai musulmani «deve essere dato modo di adempiere ai precetti della loro religione» e che gli autori di canzonature all'indirizzo dei musulmani vanno puniti: si tratta di una vera novità in seno all'armata nazista delle SS.

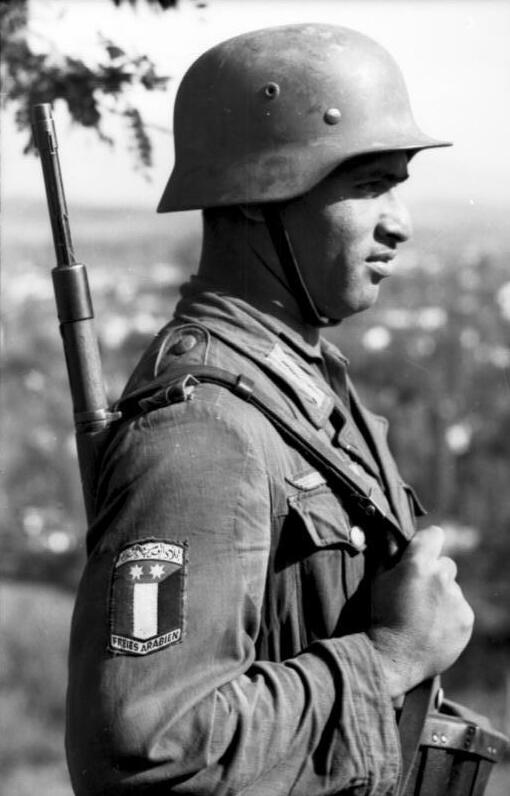
Soldato della Legione "Freies Arabien" (Arabia libera), della Wehrmacht, sul fronte greco

A tal proposito è opportuno tornare sui cosiddetti "privilegi" accordati ai musulmani (in realtà null'altro che normali concessioni, per permettere a ogni musulmano di rispettare le prescrizioni islamiche): divieto - per ordine di Himmler - di fornire carne di maiale e alcol, sostituiti da viveri e bevande halal (lecite), concessione di praticare gli obblighi religiosi (cinque pilastri dell'Islam): preghiera cinque volte al giorno, rivolti in direzione della Mecca, inquadramento religioso: un mullā per reggimento e un imam per battaglione. Il 6 agosto 1943, Hitler promulgò i seguenti dispositivi: «Si deve garantire a tutti i membri musulmani delle Waffen-SS e della polizia il diritto indiscutibile, previsto dalla loro religione, di non mangiare carne di maiale e di non bere bevande alcoliche. Occorrerà garantir loro menu equivalenti. […] Non voglio che, per stupidità e ristrettezza di vedute di qualche isolato individuo, uno solo di questi eroici volontari debba subire un fastidio e credersi privato di diritti che sono stati loro garantiti. […] Ordino che ogni infrazione a queste disposizioni sia punita senza la minima esitazione e che me ne si renda conto».
Il 17 septembre, un ammutinamento scoppia tra le file dei Pionnier-Abteilung (genio) a Villefranche-de-Rouergue, nell'Aveyron. Alcuni ufficiali tedeschi furono assassinati. La repressione condurrà alla  morte di alcune decine di volontari, repressione dalla compagnia albanese del bataglione del genio.
Alla fine del settembre 1943, le prime unità croate musulmane cominciano a lasciare la Francia, le altre le seguono nel mese d'ottobre. Stabiliscono il loro quartiere a Neuhammer, in Slesia, per compiervi il loro addestramento. In dicembre, la divisione è inviata in Austria, dove rimane fino al suo ritorno nei Balcani nel febbraio del 1944.
Febbraio 1944: la divisione è dispiegata nella Bosnia centrale. È aggregata alla 2. Panzer Armee (Gruppo d'armate F), il suo comando è situato nel nord della Bosnia, a Brčko. I bosgnacchi sono impiegati in operazioni di lotta contro i partigiani di Tito nel settore di Vinkovci (40 kilometri a nord di Brčko). La divisione è quindi aggregata al V. SS Gebirgs Korps.
Le operazioni di lotta anti-partigiana condotte dalle SS musulmane proseguono fino al settembre 1944, soprattutto nella regione di Mostar-Sarajevo e nel Sangiaccato. Le truppe bosgnacche delle SS si distinguono in operazioni di combattimento contro i partigiani communisti e in operazioni di rappresaglia contro civili serbi, provocando da centinaia a migliaia di morti fra questi ultimi.
Dopo che Sauberzweig fu chiamato al comando del futuro corpo di montagna croato, il comando della Handschar fu affidato al SS-Standartenführer Desiderius Hampel nel giugno del 1944. La Handschar tornò in questo stesso periodo sotto il controllo del V. SS Gebirgs Korps, per riunirsi a fine settembre-inizio ottobre al IX. Waffen Gebirgs Korps der SS con la nuova divisione croato-musulmana «Kama». A inizio ottobre del 1944, il comando delle SS prese la decisione di separarsi dai volontari musulmani. 

## Teatri operativi
- Francia (formazione e addestramento), agosto-dicembre 1943
- Croazia (operazioni anti-partigiane), gennaio-dicembre 1944

### Operazione Sava
Iniziata il 15 marzo 1944, con l'obiettivo di eliminare i partigiani dalla regione di Semberija, nel nord-est della Bosnia, oltre il fiume Sava, fu la prima operazione offensiva della Handschar. L'attacco fu condotto da Sauberzweig, che scrisse alle truppe dell'Handschar: «Adesso abbiamo raggiunto la frontiera bosniaca e [presto] marceremo nella Patria […] Il Führer vi ha fornito le armi migliori. Non solo avete (queste) nelle vostre mani, ma soprattutto avete un'idea nei vostri cuori: liberare la Patria… Tra poco, ciascuno di voi sarà in piedi nel luogo che chiamate "casa" come soldati e come gentiluomini. Sarete fermamente a difesa dell'idea di salvare la cultura europea---l'idea di Adolf Hitler»
Sauberzweig inoltre ordinò che, all'attraversare il fiume Sava, ogni comandante delle unità della Handzar leggesse ai propri uomini un messaggio che poneva l'enfasi sulla "liberazione" dell'"Albania musulmana" come obiettivo e che si fosse rivolto esplicitamente a fare appello alle truppe albanesi arruolate nella Divisione Handschar. Il 27º Reggimento della Divisione Handschar attraversò il fiume Sava a Sremska Rača il 15 marzo 1944, avanzando nella pianura Pannonica attraverso Velino Selo e sino a Brodac. Diverse fonti affermano che Bijeljina fu espugnata tra il 16 e il 17 marzo. Il 27º Reggimento consolidò quindi le proprie posizioni in città, mentre il 28º Reggimento conduceva il combattimento mentre avanzava tra Pukis, Čelić e Koraj verso le montagne Majevica.
Sauberzweig più tardi registrò che il 28º «a Čelić attaccò le difese dei partigiani agli ordini del nuovo comandante di battaglione Hans Hanke, al punto che» le forze nemiche ripiegarono dopo aver esaurito le munizioni ed aver sofferto pesanti perdite.
- Fronte orientale, gennaio-maggio 1945

## Decorati con la Croce di Ferro
In totale furono quattro gli uomini decorati con la Croce di Cavaliere della Croce di Ferro.

## Comandanti
- SS-Oberführer Herbert von Obwurzer (1º aprile 1943 - 9 agosto 1943)
- SS-Gruppenführer Karl-Gustav Sauberzweig (9 agosto 1943 - giugno 1944)
- SS-Brigadeführer Desiderius Hampel (giugno 1944 - 8 maggio 1945)